# Licheń (województwo lubuskie)
Licheń – wieś w Polsce, położona w województwie lubuskim, w powiecie strzelecko-drezdeneckim, w gminie Strzelce Krajeńskie.
W latach 1975–1998 miejscowość administracyjnie należała do województwa gorzowskiego.

## Integralne części wsi
| SIMC    | Nazwa        | Rodzaj     |
| ------- | ------------ | ---------- |
| 0990847 | Małe Osiedle | przysiółek |

## Zabytki
Do wojewódzkiego rejestru zabytków wpisane są:
- kościół ewangelicki, obecnie rzymskokatolicki pod wezwaniem Niepokalanego Poczęcia Najświętszej Maryi Panny, z 1794 roku, 1958 roku
- stajnia dworska, z połowy XIX wieku.